# 2018年アメリカグランプリ
2018年アメリカグランプリ（2018 United States Grand Prix）は、2018年のF1世界選手権第18戦として、2018年10月21日にサーキット・オブ・ジ・アメリカズで開催された。
正式名称は「FORMULA 1 PIRELLI 2018 UNITED STATES GRAND PRIX」。

## レース前
本レースでピレリが供給するドライタイヤのコンパウンドは、ソフト、スーパーソフト、ウルトラソフトの3種類。
前年の決勝でマックス・フェルスタッペンがコース外を使って有利にオーバーテイクを行い、レース後にペナルティが出されて降格した件を考慮し、ターン16とターン17のエイペックスの後ろに新たな縁石を設置した。これとは別にターン1出口にも新たな縁石を導入する。これらの縁石はメディアによって「フェルストッパー (Verstopper)」と呼ばれた。
ルイス・ハミルトンのドライバーズチャンピオン獲得条件
ハミルトンはランキング2位のセバスチャン・ベッテルに67点の差を付けており、本レースで以下の条件をクリアした場合チャンピオンが決定する。ただし、ハミルトンが7位以下の場合、ベッテルの順位を問わず次戦メキシコGPに持ち越しとなる。
1. ハミルトンが優勝 - ベッテルが3位以下
2. ハミルトンが2位 - ベッテルが5位以下
3. ハミルトンが3位 - ベッテルが7位以下
4. ハミルトンが4位 - ベッテルが8位以下
5. ハミルトンが5位 - ベッテルが9位以下
6. ハミルトンが6位 - ベッテルがノーポイント

2019年シーズンの動向
- 10月12日 - ウィリアムズは、メルセデスの育成ドライバーであるジョージ・ラッセルを2019年から起用することを発表した[6]。
- 10月18日 - フォース・インディアは、セルジオ・ペレスと2019年までの契約延長を発表した[7]。

## フリー走行
ホンダは、前戦日本GPで使用した「スペック3」にマイナーチェンジを施したパワーユニットへの交換をトロ・ロッソの2台に対して行う。ピエール・ガスリーはFP1から、ブレンドン・ハートレイはFP3からの交換となる。これにより、両者とも後方へのグリッド降格が決まった。
降雨となったFP1でシャルル・ルクレールがスピンしてグラベルへ飛び出してしまい、コースへ戻る際に砂利をコース上に撒き散らしたため、赤旗中断となった。この赤旗提示中にセバスチャン・ベッテルは十分な減速を行わなかったため3グリッド降格が決まり、さらなる苦境に立たされることになった。

## 予選
2018年10月20日 16:00 CDT(UTC-5) 曇(ドライ)
ルイス・ハミルトンがセバスチャン・ベッテルと0.088秒の僅差でポールポジションを獲得した。2位のベッテルはグリッド降格により5番グリッドからのスタートとなった。マックス・フェルスタッペンはQ1で右リアサスペンションを壊し、Q2を走行できなかった。一方、レッドブルのジュニアチームであるトロロッソ勢は2人ともQ2を走行しなかった。

### 結果
| Pos.                | No. | ドライバー                 | コンストラクター                | Q1       | Q2       | Q3       | Grid |
| ------------------- | --- | -------------------------- | ------------------------------- | -------- | -------- | -------- | ---- |
| 1                   | 44  | ルイス・ハミルトン         | メルセデス                      | 1:34.130 | 1:33.480 | 1:32.237 | 1    |
| 2                   | 5   | セバスチャン・ベッテル     | フェラーリ                      | 1:34.569 | 1:33.079 | 1:32.298 | 5 1  |
| 3                   | 7   | キミ・ライコネン           | フェラーリ                      | 1:34.703 | 1:32.884 | 1:32.307 | 2    |
| 4                   | 77  | バルテリ・ボッタス         | メルセデス                      | 1:34.518 | 1:33.702 | 1:32.616 | 3    |
| 5                   | 3   | ダニエル・リカルド         | レッドブル-タグ・ホイヤー       | 1:34.755 | 1:34.185 | 1:33.494 | 4    |
| 6                   | 31  | エステバン・オコン         | フォース・インディア-メルセデス | 1:34.876 | 1:34.522 | 1:34.145 | 6    |
| 7                   | 27  | ニコ・ヒュルケンベルグ     | ルノー                          | 1:34.932 | 1:34.564 | 1:34.215 | 7    |
| 8                   | 8   | ロマン・グロージャン       | ハース-フェラーリ               | 1:34.892 | 1:34.419 | 1:34.250 | 8    |
| 9                   | 16  | シャルル・ルクレール       | ザウバー-フェラーリ             | 1:35.069 | 1:34.255 | 1:34.420 | 9    |
| 10                  | 11  | セルジオ・ペレス           | フォース・インディア-メルセデス | 1:35.193 | 1:34.525 | 1:34.594 | 10   |
| 11                  | 55  | カルロス・サインツ         | ルノー                          | 1:34.891 | 1:34.566 |          | 11   |
| 12                  | 20  | ケビン・マグヌッセン       | ハース-フェラーリ               | 1:34.972 | 1:34.732 |          | 12   |
| 13                  | 10  | ピエール・ガスリー         | トロ・ロッソ-ホンダ             | 1:34.850 | No Time  |          | 19 2 |
| 14                  | 28  | ブレンドン・ハートレイ     | トロ・ロッソ-ホンダ             | 1:35.206 | No Time  |          | 20 3 |
| 15                  | 33  | マックス・フェルスタッペン | レッドブル-タグ・ホイヤー       | 1:34.766 | No Time  |          | 18 4 |
| 16                  | 14  | フェルナンド・アロンソ     | マクラーレン-ルノー             | 1:35.294 |          |          | 13   |
| 17                  | 35  | セルゲイ・シロトキン       | ウィリアムズ-メルセデス         | 1:35.362 |          |          | 14   |
| 18                  | 18  | ランス・ストロール         | ウィリアムズ-メルセデス         | 1:35.480 |          |          | 15   |
| 19                  | 9   | マーカス・エリクソン       | ザウバー-フェラーリ             | 1:35.536 |          |          | 16   |
| 20                  | 2   | ストフェル・バンドーン     | マクラーレン-ルノー             | 1:35.735 |          |          | 17   |
| 107% time: 1:40.719 |     |                            |                                 |          |          |          |      |
| ソース:             |     |                            |                                 |          |          |          |      |

追記
- ^1 - ベッテルはFP3で赤旗が出された際に十分な減速を行わなかったため、3グリッド降格とペナルティポイント2点が加算された(合計5点)[16][12]
- ^2 - ガスリーはFP1で規定を超えるパワーユニット交換(7基目のエンジン(ICE)、ターボチャージャー(TC)、MGU-H、6基目のMGU-K)を行い、降格グリッド数が15を超えたため最後尾グリッドへ降格[17][11]
- ^3 - ハートレイはFP3で以下のペナルティを受けた。
  - 6戦以内のギアボックス交換を行ったため5グリッド降格[18]
  - 規定を超えるパワーユニット交換(8基目のICE、TC、MGU-H、7基目のMGU-K)を行い、降格グリッド数が15を超えたため最後尾グリッドへ降格[19][11]
- ^4 - フェルスタッペンは決勝前に6戦以内のギアボックス交換を行ったため5グリッド降格[20][21]

## 決勝
2018年10月21日 13:10 CDT(UTC-5) 晴(ドライ)
フェラーリのキミ・ライコネンがマックス・フェルスタッペンとルイス・ハミルトンを抑えきり、2013年オーストラリアGP以来5年ぶりに優勝を果たした。これによりハミルトンの連勝は4でストップ。セバスチャン・ベッテルは1周目にダニエル・リカルドとの接触でまたしても自滅して4位に終わったが、ハミルトンが3位に終わったため、結局2017年と同じくチャンピオン決定は次戦メキシコGPへ持ち越しとなった。その条件の詳細はメキシコGPの該当箇所に譲るが、この場合ハミルトンはベッテルが優勝出来なかった時点でワールドチャンピオンを確定する条件を満たすこととなる。

### 展開
オープニングラップは2番グリッドスタートのライコネンがウルトラソフトの利点を生かし、ポールシッターのハミルトンを攻略。ライコネンはそのままハミルトンとのギャップを開いていく。また、後方では数台がからむクラッシュが発生。フェルナンド・アロンソ（マクラーレン）がランス・ストロール（ウィリアムズ）と接触。アロンソはピットに戻り、そのままレースを諦めた。この一件について、ストロールにドライブスルーペナルティが科せられている。また、ブレーキングでタイヤをロックさせたロマン・グロージャン（ハース）が、シャルル・ルクレール（ザウバー）に追突。ルクレールはスピンすることになり、グロージャンもピットに戻ってレースを諦めた。
一方、赤旗無視によるグリッド降格ペナルティーを受けて5番グリッドからスタートしたベッテルは4番グリッドのリカルドをオーバーテイクしようとして接触しスピン。ここで一気に15番手に順位を下げてした。しかし、ベッテルはそこからマシンを次々に追い抜き、5周目にはトップ10に復帰。また18番グリッドスタートだったフェルスタッペンもこの時点ですでに7番手にまで順位アップを果たしていた。
レースが9周目に入ったところで4番手を走行していたリカルドのマシンにトラブルが発生。リカルドはコース脇にマシンを止めリタイアとなった。ここでリカルドのマシンを撤去するためにVSC（バーチャルセーフティカー）が導入されると、2番手のハミルトンがピットに入りソフトに交換。ハミルトンは2ストップ作戦を取り、チームメートのバルテリ・ボッタスの後方3番手でコース復帰。逆にトップのライコネンはそのままステイアウトし、最初のスティントを伸ばして1ストップ作戦でレースを走りきる戦略をとる。そして、VSCが解除されるとハイペースで飛ばし、14周目にボッタスの前に出るとトップを走るライコネンとのギャップを縮めにかかる。
レースが20周目を迎えるころにはハミルトンがライコネンの背後に迫り、オーバーテイクのチャンスを狙ってプレッシャーをかける。しかし、ライコネンもたくみに防戦しハミルトンに追い抜きを許さない。そして、22周目。ライコネンはピットインしソフトに交換。5番手でコースへ復帰。また、24周目にはボッタスがピットインしソフトに交換してコースに戻るが、23周目にピットインし、スーパーソフトに交換していたフェルスタッペンに先行を許した。27周目にはベッテルもピットインしソフトに交換。トップ争い中の5台のピットが終わり、ハミルトン-ライコネン-フェルスタッペン-ボッタス-ベッテルの順となる。
ハミルトンはタイヤ交換の時間を稼ぐべく、必死に逃げるがライコネンはファステストラップを連発するペースで追撃。ベッテルもハイペースで飛ばしてボッタスとの差を縮めていく。そんななか、レースが折り返しを迎える頃から、ハミルトンはリヤタイヤのブリスターが出始ため、差を広げて時間を稼ぐより、ピットイン後の周回数を減らす作戦に変更。そして、タイヤが厳しくなったハミルトンは38周目にピットに入り、新品のソフトタイヤに交換。ハミルトンは4番手でコース復帰し、ここでライコネンが再びトップの位置に戻った。だが、ハミルトンは猛ペースで追撃し、40周目には3番手を走行していたボッタスに順位を譲ってもらい3番手に浮上。この時点での順位はライコネン-フェルスタッペン-ハミルトン-ボッタス-ベッテルとなる。
残り10周となったところで、ライコネン、フェルスタッペン、ハミルトンのギャップがだんだん縮まっていき、3台がひとつの集団を形成するようになる。ここまで猛ペースで追い上げていたハミルトンも、ここへ来て若干そのペースが衰え始めた。また、その後方ではベッテルがボッタスとのギャップを縮めていく。遂にハミルトンはレースが残り2周となったところでフェルスタッペンに攻撃をしかけ、2台がサイド・バイ・サイドの戦いを展開。この戦いをフェルスタッペンが制した。一方、その後方ではベッテルがボッタスを攻略して4番手に浮上し、ボッタスはコース外のデブリを踏んでスローダウン。そして、フェルスタッペン以下の追撃を凌ぎ切ったライコネンがトップチェッカーを受け、2013年のオーストラリアGP以来、そしてフェラーリ復帰後初の勝利を挙げた。また、39歳のドライバーの勝利はナイジェル・マンセル以来26年ぶりであった。
フェルスタッペンは順位を守り切って2位、ポールスタートのハミルトンは3位、グリッドペナルティとミスで失速したベッテルは4位、ボッタスは5位で終わった。以下6位と7位にルノーのニコ・ヒュルケンベルグとカルロス・サインツJr.が入り、ルノーが大量得点を獲得。コンストラクターズ4位争い中のハースは9位にケビン・マグヌッセンが入った。また、フォース・インディア勢も8位にエステバン・オコン、10位にセルジオ・ペレスが入りダブル入賞を果たした。また、トロロッソ・ホンダ勢はレースペースが振るわず、ブレンドン・ハートレイが奮闘し11位。ピエール・ガスリーは序盤でデブリを拾ったことによるマシンの損傷で14位でのフィニッシュで終わった。ところが、レース終了後、8位のオコンと9位のマグヌッセンのマシンに燃料系の規定違反が発覚し両者失格となり、レース結果から除外された。その結果、以下の順位が繰り上げとなり、ペレスが8位、ハートレイが9位、マーカス・エリクソン（ザウバー）が10位となった。
今季のドライバーズタイトルの確定は次戦メキシコGP以降に持ち越されることになった。メルセデス勢の不調により、首の皮一枚繋がったベッテルだが、今回の結果によって両者のポイント差が70ポイント拡大。ベッテルは残りの3戦の優勝が逆転するための絶対条件となった。一方でハミルトンはベッテルが優勝以外の結果となった時点でタイトルを得られるという圧倒的に優勢な状況となった。一方でこのGPでタイヤ戦略をミスしたのはフェラーリ勢ではなく、メルセデス勢であった。フェラーリ勢はベッテルのミスを除けば、久々にメルセデス勢に勝ったGPとなり、コンストラクターズにおいてフェラーリはポイント差を66ポイントに縮めることに成功した。だが、メルセデス勢はこの結果でもコンストラクターズタイトル5連覇に王手をかけることには成功し、次戦でフェラーリ勢に対し87ポイント差（次戦の結果で21ポイント差の順位）を付ければコンストラクターズタイトルが確定する。また、この結果でレッドブル勢は今季のコンストラクターズランキングが3位に確定した。

### 結果
| Pos.    | No. | ドライバー                 | コンストラクター                | 周回数 | タイム/リタイア原因 | Grid | Pts. |
| ------- | --- | -------------------------- | ------------------------------- | ------ | ------------------- | ---- | ---- |
| 1       | 7   | キミ・ライコネン           | フェラーリ                      | 56     | 1:34:18.643         | 2    | 25   |
| 2       | 33  | マックス・フェルスタッペン | レッドブル-タグ・ホイヤー       | 56     | +1.281              | 18   | 18   |
| 3       | 44  | ルイス・ハミルトン         | メルセデス                      | 56     | +2.342              | 1    | 15   |
| 4       | 5   | セバスチャン・ベッテル     | フェラーリ                      | 56     | +18.222             | 5    | 12   |
| 5       | 77  | バルテリ・ボッタス         | メルセデス                      | 56     | +24.744             | 3    | 10   |
| 6       | 27  | ニコ・ヒュルケンベルグ     | ルノー                          | 56     | +1:27.210           | 7    | 8    |
| 7       | 55  | カルロス・サインツ 1       | ルノー                          | 56     | +1:34.994           | 11   | 6    |
| 8       | 11  | セルジオ・ペレス           | フォース・インディア-メルセデス | 56     | +1:41.080           | 10   | 4    |
| 9       | 28  | ブレンドン・ハートレイ     | トロ・ロッソ-ホンダ             | 55     | +1 Lap              | 20   | 2    |
| 10      | 9   | マーカス・エリクソン       | ザウバー-フェラーリ             | 55     | +1 Lap              | 16   | 1    |
| 11      | 2   | ストフェル・バンドーン     | マクラーレン-ルノー             | 55     | +1 Lap              | 17   |      |
| 12      | 10  | ピエール・ガスリー         | トロ・ロッソ-ホンダ             | 55     | +1 Lap              | 19   |      |
| 13      | 35  | セルゲイ・シロトキン       | ウィリアムズ-メルセデス         | 55     | +1 Lap              | 14   |      |
| 14      | 18  | ランス・ストロール 2       | ウィリアムズ-メルセデス         | 54     | +2 Laps             | 15   |      |
| Ret     | 16  | シャルル・ルクレール       | ザウバー-フェラーリ             | 31     | 接触ダメージ        | 9    |      |
| Ret     | 3   | ダニエル・リカルド         | レッドブル-タグ・ホイヤー       | 8      | バッテリー          | 4    |      |
| Ret     | 8   | ロマン・グロージャン 3     | ハース-フェラーリ               | 2      | 接触ダメージ        | 8    |      |
| Ret     | 14  | フェルナンド・アロンソ     | マクラーレン-ルノー             | 1      | 接触                | 13   |      |
| DSQ     | 31  | エステバン・オコン         | フォース・インディア-メルセデス | 56     | 燃料流量超過 4      | 6    |      |
| DSQ     | 20  | ケビン・マグヌッセン       | ハース-フェラーリ               | 56     | 燃料使用量超過 5    | 12   |      |
| ソース: |     |                            |                                 |        |                     |      |      |

ファステストラップ
- ルイス・ハミルトン - 1:37.392 (40周目)

ラップリーダー
- 1-10=キミ・ライコネン、11=ルイス・ハミルトン、12-21=ライコネン、22-37=ハミルトン、38-56=ライコネン

追記
- ^1 - サインツは1周目のターン1でコースを外れてアドバンテージを得たため、5秒ペナルティ(ピットインで消化)とペナルティポイント1点が加算された(合計3点)[26][27]
- ^2 - ストロールは1周目のターン4でアロンソと接触した責任を問われ、ドライブスルーペナルティとペナルティポイントポイント2点が加算された(合計7点)[28]
- ^3 - グロージャンは1周目のターン12でルクレールと接触した責任を問われ、次戦メキシコGPで3グリッド降格ペナルティとペナルティポイント1点が加算された(合計10点)[29][30]
- ^4 - オコンは8位でフィニッシュしたが、1周目で燃料流量制限の100kg/hを超過したため、レース後の審議で失格となった[31][32]
- ^5 - マグヌッセンは9位でフィニッシュしたが、レース全体での燃料使用量105kgを超過したため、レース後の審議で失格となった[33][32]

## 第18戦終了時点のランキング
|   | 順位 | ドライバー                 | ポイント |
| - | ---- | -------------------------- | -------- |
|   | 1    | ルイス・ハミルトン         | 346      |
|   | 2    | セバスチャン・ベッテル     | 276      |
| 1 | 3    | キミ・ライコネン           | 221      |
| 1 | 4    | バルテリ・ボッタス         | 217      |
|   | 5    | マックス・フェルスタッペン | 191      |

|  | 順位 | コンストラクター          | ポイント |
|  | ---- | ------------------------- | -------- |
|  | 1    | メルセデス                | 563      |
|  | 2    | フェラーリ                | 497      |
|  | 3    | レッドブル-タグ・ホイヤー | 337      |
|  | 4    | ルノー                    | 106      |
|  | 5    | ハース-フェラーリ         | 84       |

- 注：ドライバー、コンストラクター共にトップ5のみ表示。